# Beatrix Karl

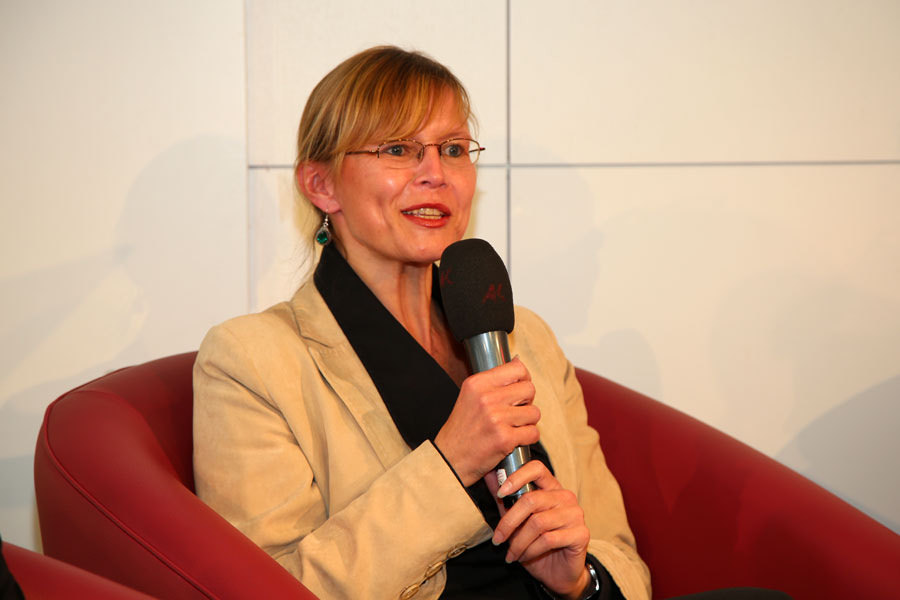
Beatrix Karl (2014)

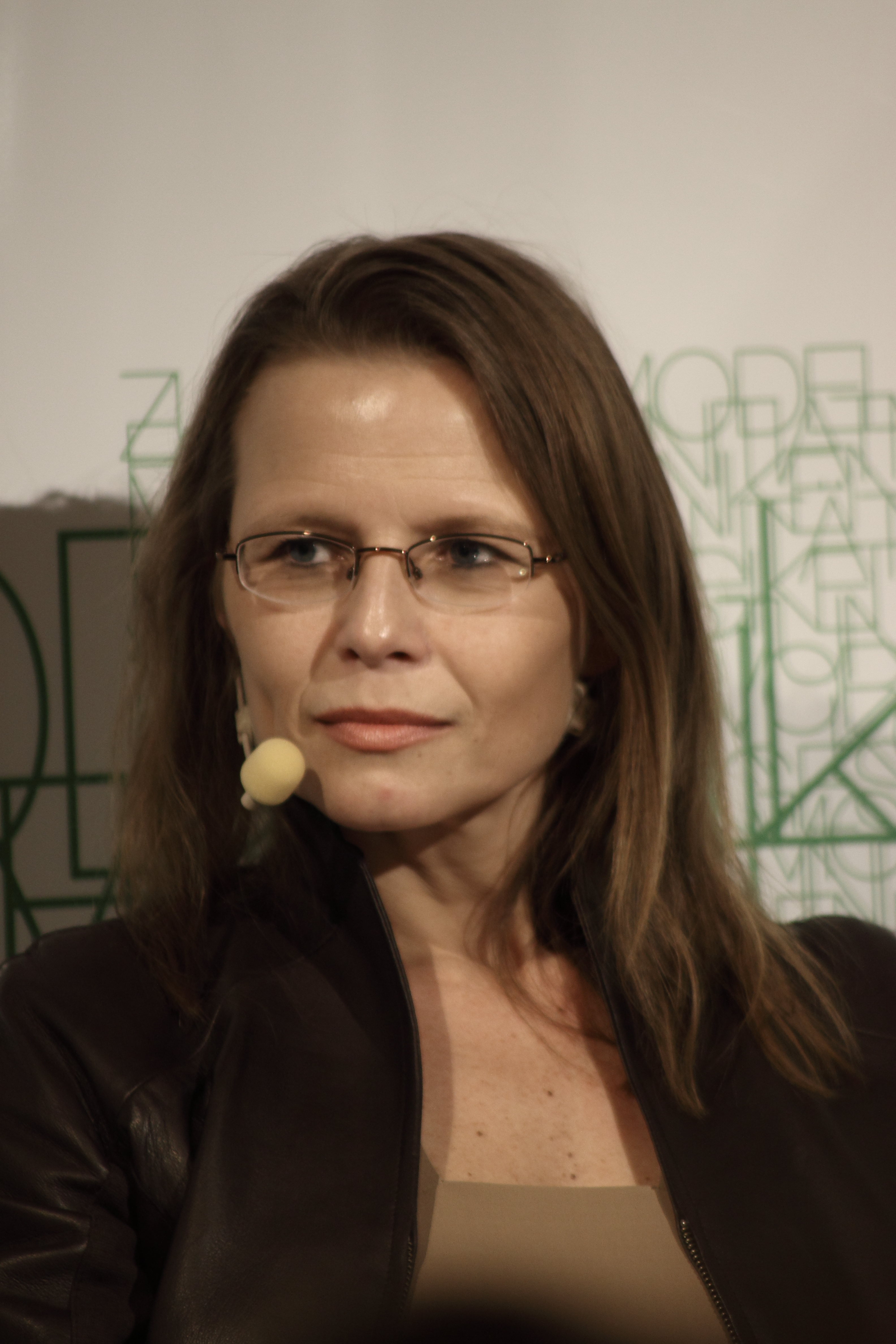
Beatrix Karl (2010)

Beatrix Karl (* 10. Dezember 1967 in Graz) ist eine österreichische Rechtswissenschaftlerin, Politikerin (ÖVP) sowie ehemalige Wissenschaftsministerin (2010–2011) und Justizministerin (2011–2013). Von 2006 bis 2010 und von 2013 bis 2017 war sie Abgeordnete zum Nationalrat. Seit Oktober 2022 ist sie Rektorin der Pädagogischen Hochschule Steiermark.

## Leben
Beatrix Karl maturierte 1986 am Bundesoberstufenrealgymnasium Feldbach.  Von 1986 bis 1991 studierte sie Rechtswissenschaften an der Karl-Franzens-Universität Graz, 1991 wurde sie Universitätsassistentin am Institut für Arbeitsrecht und Sozialrecht in Graz. Ihr Doktoratsstudium schloss sie 1995 ab.
2001 wurde Karl zur Assistenzprofessorin bestellt, 2003 erlangte sie die Venia für Arbeitsrecht, Sozialrecht und Europarecht und wurde außerordentliche Universitätsprofessorin in Graz.
Beatrix Karl lebt in Graz.

## Funktionen
Von 1. Jänner 2005 bis 28. Jänner 2007 war Beatrix Karl Mitglied des Europäischen Ausschusses für soziale Rechte des Europarats in Straßburg. Ab 1. Oktober 2017 war sie Vizerektorin an der Pädagogischen Hochschule Steiermark. Anfang Oktober 2022 folgte sie Elgrid Messner als Rektorin nach.
Beatrix Karl ist fachkundige Laienrichterin in arbeits- und sozialgerichtlichen Verfahren am Landesgericht für Zivilrechtssachen Graz und Lehrbeauftragte an der Medizinischen Universität Graz im Rahmen des Universitätslehrgangs Public Health.
Sie ist unter anderem Mitglied des European Institute of Social Security in Löwen (Belgien), der Gesellschaft für Europäische Sozialpolitik in Bonn, der Grazer Juristischen Gesellschaft und der Österreichischen Gesellschaft für Arbeitsrecht und Sozialrecht.
Sie ist außerdem Obmannstellvertreterin des Dr. Karl-Kummer-Instituts für Sozialreform, Sozial- und Wirtschaftspolitik in Graz.
Seit Herbst 2009 ist sie Obfrau des Steirischen Akademikerbundes.
Im Februar 2018 wurde sie zur Regierungskommissärin für die Expo 2020 in Dubai bestellt.
Im Jänner 2024 wurde sie als Nachfolgerin von Walter Vogel zur Vorsitzenden der Rektorinnen- und Rektorenkonferenz der österreichischen Pädagogischen Hochschulen (RÖPH) gewählt.

## Wissenschaftliche Arbeit
Beatrix Karl hat bisher rund 100 Arbeiten zu zahlreichen Fragen des österreichischen, deutschen und europäischen Arbeits- und Sozialrechts veröffentlicht, unter anderem zum Verhältnis von Sozialversicherungs- und europäischem Wettbewerbsrecht, zur Zukunft der Sozialunion im Rahmen der EU und zum Kündigungsrecht.

## Politische Karriere
2005 kandidierte Beatrix Karl für die ÖVP bei den steirischen Landtagswahlen, verfehlte wegen des überraschend schlechten Ergebnisses ihrer Partei aber den Einzug.
Bei der Nationalratswahl 2006 zog sie über die Bundesliste als „Quereinsteigerin“ für die ÖVP in den Nationalrat ein. Die Entscheidung des ÖVP-Obmannes Bundeskanzler Wolfgang Schüssel, sie als Siebente des Bundeswahlvorschlags zu platzieren, soll auf den steirischen Landesparteiobmann Hermann Schützenhöfer zurückgehen und war besonders als Signal an jüngere, urbane Wähler und Frauen gedacht.
Nach den Nationalratswahlen 2008 zog Karl wieder in den österreichischen Nationalrat ein und fungierte dort auch als Wissenschaftssprecherin der ÖVP. Am 20. Juli wurde Beatrix Karl von ÖAAB-Bundesobmann Bundesminister Michael Spindelegger auch zur Generalsekretärin des ÖAAB – des ÖVP-nahen Arbeitnehmerbundes – eingesetzt. Dort wollte sie die ehemals auf eine Beamtenvertretung reduzierte ÖVP-Teilorganisation als neue, moderne Vertretung für alle Arbeitnehmerinnen und Arbeitnehmer positionieren.
Am 26. Jänner 2010 wurde sie als Nachfolgerin von Johannes Hahn, des designierten EU-Kommissars für Regionalpolitik in der Kommission Barroso II, in der Bundesregierung Faymann I als Bundesministerin für Wissenschaft und Forschung angelobt.
Im Zuge der Regierungsumbildung nach dem Rücktritt von Josef Pröll im April 2011 wurde sie als Justizministerin bestellt und am 21. April 2011 angelobt. Die Amtszeit des Kabinetts Faymann I endete am 16. Dezember 2013 mit der Ernennung der Bundesregierung Faymann II, der Karl nicht mehr angehörte.

### Kritik
Durch ihre geplanten Sparmaßnahmen im universitären Bereich geriet sie ins Kreuzfeuer der Kritik: Sowohl die Österreichische HochschülerInnenschaft (ÖH) als auch die Universitätenkonferenz (uniko) verurteilten dieses Vorgehen und warfen der Ministerin vor, nicht einmal ihre eigenen Ziele erfüllen zu wollen. Auch die Ankündigung im November 2010 außeruniversitäre Forschungsinstitute nicht mehr zu fördern, darunter auch internationale Aushängeschilder wie das Erwin Schrödinger Institut, dessen Bedeutung sie selbst kurz davor in einer Presseaussendung hervorgehoben hatte, löste eine Welle herber Kritik von nationalen und internationalen Spitzenforschern (darunter Fields-Medaillen-Gewinner und Nobelpreisträger) aus.
Nachdem ein 14-jähriger Jugendlicher 2013 in U-Haft vergewaltigt wurde, sagte sie zu dem Vorfall: „Haft ist kein Paradies, aber die Zustände waren nie besser“ und „wir sprechen hier von Jugendlichen, die eine schwere Straftat begangen haben, sonst wären sie nicht in U-Haft genommen worden“.
Auf heftige Kritik, weil sie damit die Unschuldsvermutung missachtet und solche Vorkommnisse zudem, wenn sie verurteilten Strafgefangenen zustießen, als minder beachtenswert hingestellt habe, wurde Karl öffentlich heftig kritisiert. Einige Tage später lenkte sie ein, der Jugendliche „hätte nie in diese Zelle gesperrt werden dürfen“ und kündigte die Einrichtung einer Task Force zur Prüfung von Alternativen zur U-Haft bei Jugendlichen an.

## Auszeichnungen
- 2004: Leopold-Kunschak-Preis für ihre Habilitationsschrift
- 2013: Big Brother Awards für Behörden und Verwaltung (Negativpreis)
- 2018: Großes Goldenes Ehrenzeichen des Landes Steiermark mit dem Stern[10]
- Ehrenmitglied des habsburgischen St. Georgs-Orden